# 亞洲聯合財務中心

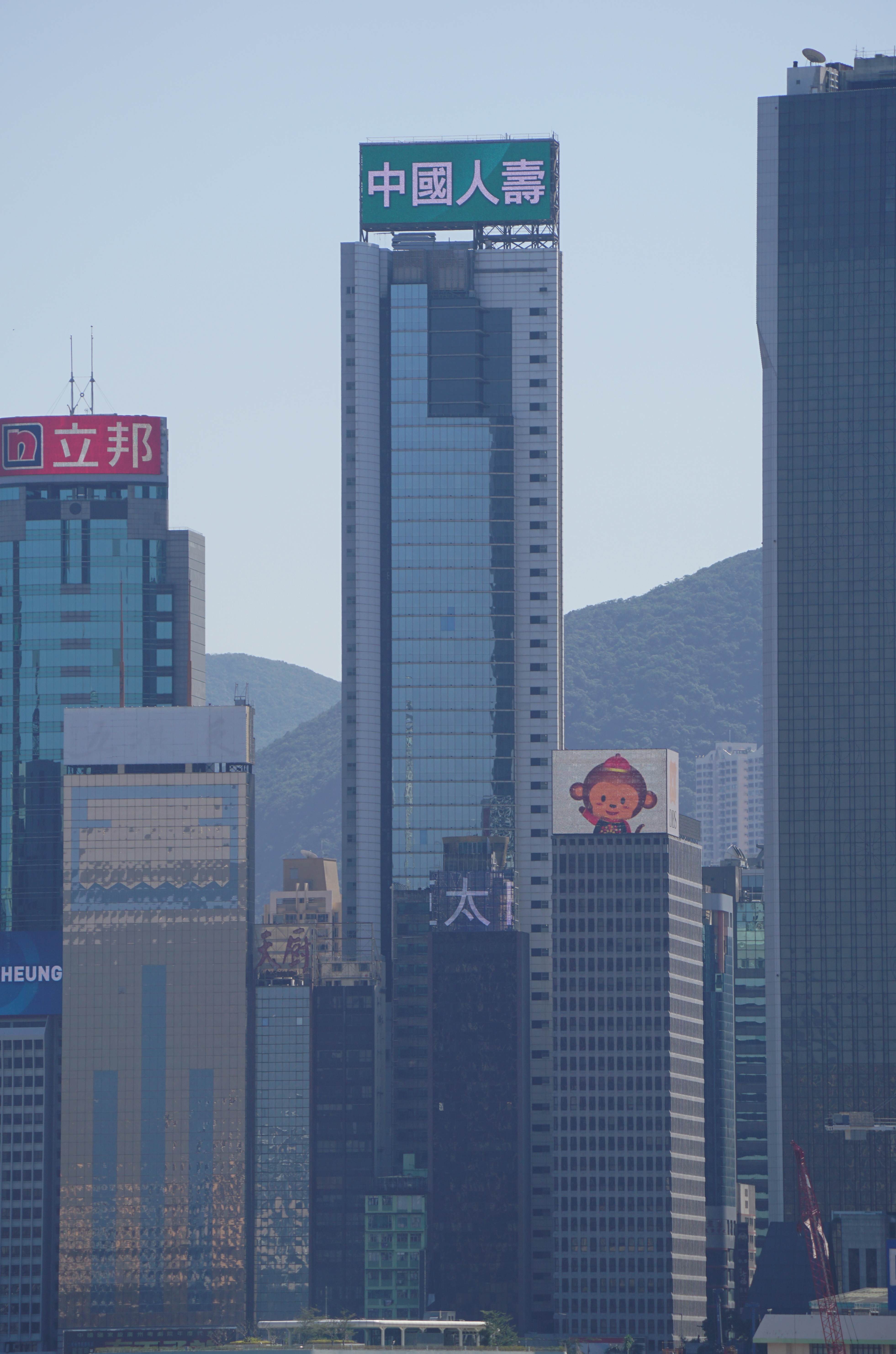
中國網絡中心

亞洲聯合財務中心（英文：United Asia Finance Centre，原名中國網絡中心（英文：China Online Centre）是香港一座摩天大樓，位於香港島灣仔駱克道333號，樓高201米，設有52層，總樓面面積共16,013平方米（約17萬平方呎），其中22樓至52樓為辦公室用途，地面至2樓則為零售用途。大樓於1998年興建，2000年落成，現時由聯合地產（聯合集團附屬公司）持有。主要客戶包括中國網絡資本有限公司、並豐生物科技、保多康、中國動力和高級家居店B&B Italia等。
2014年10月，曾來港攀爬多層高樓大廈天台的俄羅斯「蜘蛛俠」Vitaliy Raskalov及Vadim Makhorov到該大廈挑戰。
2022年7月，UA亞洲聯合財務承租駱克道333號3層樓面及頂樓廣告牌，大樓會易名為亞洲聯合財務中心。